# 長林駅 (平安南道)
長林駅（チャンニムえき）は朝鮮民主主義人民共和国平安南道成川郡にある、朝鮮民主主義人民共和国鉄道省の駅である。

## 歴史
- 1931年10月1日：開業[1]。

## 隣の駅
朝鮮民主主義人民共和国鉄道省
平羅線
巨興駅 - 長林駅 - 新陽駅